# Sabine Meyer
Sabine Meyer (ur. 30 marca 1959 w Crailsheim) – niemiecka klarnecistka.

## Życiorys
Podstawy edukacji muzycznej otrzymała od swojego ojca, klarnecisty Karla Meyera. Była uczennicą Otto Hermanna w Stuttgarcie i Hansa Deinzera w Hanowerze. Laureatka międzynarodowego konkursu ARD w Monachium. Początkowo występowała z Symphonieorchester des Bayerischen Rundfunks. W 1983 roku została członkiem orkiestry Berliner Philharmoniker, jednak po roku zrezygnowała z tej posady, poświęcając się karierze solowej i kameralistyce. Występowała w Europie, Ameryce Północnej i Japonii.
W 1983 roku wspólnie ze swoim mężem Reinerem Wehle i bratem Wolfgangiem Meyerem założyła Trio di Clarone, w 1988 roku natomiast Bläserensemble Sabine Meyer. Występowała z pianistą Rudolfem Buchbinderem i wiolonczelistą Heinrichem Schiffem, grała też razem z Cleveland Quartet i Brandis Quartett. Dokonała licznych nagrań płytowych dla EMI, m.in. koncertów i utworów klarnetowych Johanna Stamitza, W.A. Mozarta i C.M. von Webera oraz oktetów Franza Krommera. W jej repertuarze znajdowały się także utwory muzyki współczesnej. Dokonała premierowych wykonań Oktetu na instrumenty dęte Edisona Denisowa (1991) i Romansu na klarnet i orkiestrę Richarda Straussa (1991).

## Odznaczenia
- Krzyż I Klasy Orderu Zasługi Republiki Federalnej Niemiec (2013)[4]
- Order Zasługi Badenii-Wirtembergii (2010)[5]
- Order Zasługi Landu Szlezwik-Holsztyn (2024)[6]